# Arai Helmet
Arai Helmet è un'azienda giapponese che produce caschi sportivi sia per le corse motociclistiche che quelle automobilistiche, sia per l'uso quotidiano.

## Storia

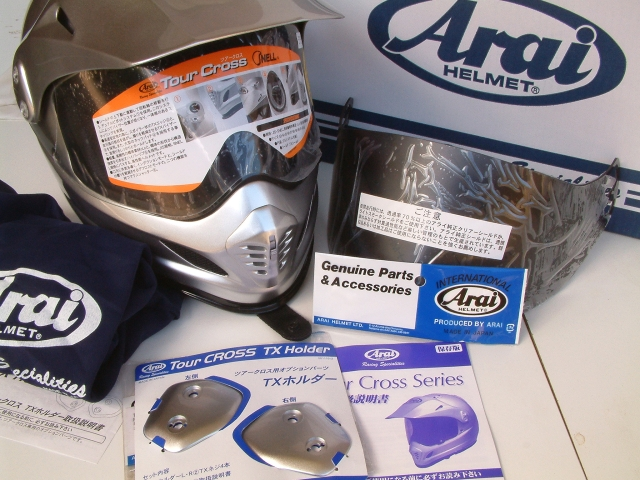
Kit Arai

Venne fondata nel 1937 e, nel primo dopoguerra, iniziò la produzione di elmetti protettivi per operai; dal 1952 iniziò anche la produzione di protezioni specifiche per motociclisti.
Durante gli anni si sono succedute varie denominazioni dell'azienda, quella attuale risale al 1986. Dal 1963 la produzione, fino allora limitata al mercato domestico, viene allargata all'esportazione, in particolar modo verso gli Stati Uniti d'America.
Dopo aver sponsorizzato il pilota statunitense Freddie Spencer, vincitore del titolo mondiale della Classe 500 nel motomondiale 1983, l'attività promozionale nel mondo delle corse sulle due ruote è continuata attraverso la sponsorizzazione di altri piloti, tra i quali Michael Doohan, Luca Cadalora, Kevin Schwantz, Joey Dunlop, Kenny Roberts Junior, Daniel Pedrosa, Nicky Hayden, Colin Edwards e altri.